# 短暫夏季的KIDS GAME
《短暫夏季的KIDS GAME》（ひと夏のKIDSゲーム）是日本漫畫家赤松健首次獲得漫畫雜誌出版社講談社刊載的短篇作品。1993年9月10日於講談社旗下的《Magazine Fresh》（マガジンFRESH）1993年9月號刊載，作者同時憑作品獲得新人獎。2001年5月20日，作品再度被刊載。

## 內容簡介
作品講述一個名為松本晉作的高中二年級生，在暑假期間發生的愛情故事。當時的松本晉作正為如何度過暑假而煩惱著，卻意外遇見一場交通意外。被送院的兩母子情況各有不同：小孩桐島大佑安然無恙，母親桐島禮子卻須在醫院住上三星期，不能照顧兒子。前往探望的桐島友紀不但是桐島禮子的妹妹，更恰巧是松本晉作暗戀的同學。由於沒有安置桐島大佑的地方，需要照顧他的桐島友紀面臨令人困惑的境況。這時松本晉作提議由他來負責桐島大佑的住宿，桐島友紀則定時到家中照料二人。因為意外而導致的三人一起生活，使男女主角的感情有了一定的發展。

## 故事角色
- 松本晉作 日語原名：[1]

男主角。本來是一位獨自居住的高中二年級生，卻因為一場交通意外，負起了照顧暗戀之人－桐島友紀的外甥之任務。在暑假期間，和愛戀之人的感情有了發展。
- 桐島友紀 日語原名：

女主角。和主角是同學關係。因為要照顧松本晉作和她的外甥桐島大佑而不時到主角家中。善於烹飪。
- 桐島禮子 日語原名：

桐島友紀之姊姊。早年離家出走，後來誕下桐島大佑。因為在交通意外而要住院，兒子由男女主角暫時照顧。
- 桐島大祐 日語原名：

桐島禮子之子、桐島友紀之外甥。是一名喜歡繪畫的三歲小孩。母親住院期間到男主角家中暫住。
- 桐島晉作 日語原名：

桐島友紀和禮子之父親。在故事中是日本眾議院「新成黨」的代議士（だいぎし）。
- 明 日語原名：

桐島大祐之父親，在大祐出生一年之後死亡。和主角有些相似。

## 創作背景
這篇漫畫被認為是花了一至兩個月來完成。另外，作品最初的名字是，因為編輯認為名字不好而改名。

## 得獎
第50回（1993年）週刊少年Magazine新人漫畫賞審查員特別賞得獎作品

## 對作者的影響
這是赤松健第一部在主流漫畫雜誌刊載的作品，也憑這部作品獲得講談社頒發的新人獎。這不但確立作者投身漫畫界的志向，也因為新人獎的頭銜引起了漫畫編輯的注意，在編輯的建議中促成了後來的作品《電腦情人夢》的誕生。

## 外部連結
- （日語）赤松健作品綜合研究所 （页面存档备份，存于）